# 架空通貨
『架空通貨』（かくうつうか）は、池井戸潤の経済小説。長編小説。2000年3月21日に『M1』（エム・ワン）のタイトルで講談社より単行本が書き下ろしで刊行された後、2003年3月14日に『架空通貨』に改題され講談社文庫版が刊行された。第22回吉川英治文学新人賞候補作。
父の会社を救うために立ち上がった教え子に協力する元商社マンの高校教師が、闇の通貨で街を支配する企業王国のドンに戦いを挑むパニック・サスペンス。
単行本のタイトルに使われたM1は通貨供給量を意味する記号で、現金と預金の総量を指す。

## あらすじ
元商社マンで共成高校の社会科教師・辛島武史は、霧のたちこめる7月26日の深夜に教え子・黒沢麻紀から近代日本史の本を返却される。本の返却が真の目的ではないと感じた辛島は麻紀をファミレスに誘い話を聞くが、社債の期前返還について質問されるだけで真意が掴めぬままタクシーで送り返す。
翌日、麻紀が父・義信が経営する黒沢金属工業の行き詰まりで転校するとの知らせを受け、その晩に麻紀の母・恭子から「お金を取り返してきます」と書き置きを残し麻紀が失踪したと連絡が入る。辛島は麻紀が社債の返還を求めていると察し、恭子とともに黒沢金属の決算書を確認し、7千万円の社債を引き受けた田神亜鉛に連絡するも、社長の安房正純や担当者に連絡がつかない。
自宅に戻った辛島は返却された本から「壱万円」と印字された田神亜鉛の商品券のようなものを見つけ、これを麻紀からの助けを求めるメッセージと受け止め、麻紀を捜すために田神亜鉛が立地する中部地方某県山間部の町・田神町へ愛車のミニ・クーパーを走らせる。辛島はそこで麻紀と再会するが、ふたりは田神亜鉛の企業城下町である田神町で流通する田神札（田神亜鉛協力振興券）にまつわる陰謀に巻き込まれていく。

## 登場人物

### 主要人物
辛島 武史（からしま たけし）
主人公。35歳。共成高校の社会科教師。2年3組副担任。かつては大手商社「東京第一物産」に勤める商社マンだった。バツイチ。
教え子・麻紀の捜索に向かった田神町で田神札により町の経済が蝕まれる様子を目の当たりにし、社債償還の鍵を握る加賀や安房と対峙する。
黒沢 麻紀（くろさわ まき）
共成高校2年生。馬術部。他の生徒より大人びた印象で東大の文系を志望する優秀な生徒だが、扱いにくいと評されている。
父の経営する会社が資金繰りを悪化させ不渡りを出したため、田神亜鉛の社債7千万円を期前償還しようと動き出す。
加賀 翔子（かが しょうこ）
加賀トレーディング代表取締役。31歳。東大経済学部卒。ハーバード大経営学修士で外資系金融機関を渡り歩き、紐育でもコンサル会社を経営する。
田神亜鉛にリチウムの取引を仲介する一方、社債の企画などをコンサルティングする。田神亜鉛を巡る陰謀の鍵を握る人物の一人であり、社債の期前償還を交渉する辛島の前に立ちはだかる。
安房 正純（あぼう まさずみ）
田神亜鉛社長。50歳。大柄な体に油でなでつけた見事な銀髪。田神亜鉛を一代で築き上げた。
終戦後間もなく父が田神町で起業するが上手くいかず、機械に手を挟んで落としたのを保険金目当てと噂され「片手の安房」の息子と言われていた。

### 周辺人物
牧村 耕助（まきむら こうすけ）
牧村商会社長。30歳前くらいで190近い長身の丸めがね。3年前に先代社長の急逝で会社を継ぐまでは黒沢金属工業の従業員であった。
田神町に蔓延する田神札が田神亜鉛の下請け企業を疲弊させ倒産を引き起こす状況に憤慨する。
滝川（たきがわ）
東木曽銀行田神支店融資課課長代理。田神町出身で実家は洋品店。学生相撲でもやっていたのかといいたくなるほどの巨体。
牧村の求めに応じ秘密裏に田神亜鉛の決算関係書類を辛島に渡し、田神札の流通状況について調査する。
須藤（すどう）
須藤鉱業社長。おかっぱで頭頂部が丸く禿、脂肪太りの体型。童顔。田神協力会の中心企業。
子会社の須藤不動産で田神札の融資や運用、田神札を担保とする現金融資を行い私腹を肥やす。
佐木 辰夫（さき たつお）
信用調査会社「帝国インフォス」企業信用調査課の調査員。辛島が商社マン時代のビジネスパートナー。元刑事で警視庁捜査一課に長らく在籍していた。
辛島からの依頼で企業データを提供し、辛島と麻紀の社債償還の交渉に協力する。

### 田神町
中部地方の某県郡部で木曽川に接する田神亜鉛の企業城下町。

#### 田神亜鉛
田神町に巨大な亜鉛精錬所兼本社を構える非鉄金属メーカー。亜鉛精錬のみならず多くの非鉄金属関連事業を行っており、売上4百億円を誇る非上場企業。
富田 真樹男（とみた まきお）
経理課長代理。安房の不在を理由に社債償還を求める辛島と麻紀の交渉を拒む。
石黒 健太（いしぐろ けんた）
営業第一部 係長。牧村の古くからの友人。人のよさそうな男。田神亜鉛と加賀トレーディングとのリチウムの取引条件などを辛島に明かす。
西岡 （にしおか）
営業部 部長代理。取引量の多さを理由に加賀トレーディングに派遣されており、後に買収された黒沢金属工業に新社長として派遣される。
山本（やまもと）
総務部長。講堂に集まった債権者たちに今後の予定が白紙状態だと告げ、怒号を浴びる。

#### 牧村商会
天神坂通りに面する社員10名の零細企業。
柳井 秋江（やない あきえ）
牧村の父の代から働く60過ぎの従業員。町の山側にある町営住宅に住む。
夜な夜な田神札を普通の金に交換しろと訪ねてくる有坂に悩まされ体調を崩しノイローゼとなる。

#### 東木曽銀行
田神町の近隣市に本店を置く地場の金融機関。
唐木 滋（からき しげる）
支店長。辛島と牧村から銀行取引約定書 第二項5号の適用で田神亜鉛の「期限の利益」を喪失させるよう交渉される。

#### 須藤不動産
男坂の坂上から30メートルほど下ったところに位置する須藤鉱業の子会社。
中込 理恵（なかごみ りえ）
20歳そこそこの若い女性。カウンターレディーの肩書で、不動産とともに田神札を使ったローンを紹介する。

#### 扇屋
町の観光旅館。宴会料理の仕出しや部屋の時間貸しなど商売相手のほとんどが田神亜鉛の関係者。
女将
麻紀を追い田神町を訪れた辛島が宿を取った際、田神町が田神亜鉛の企業城下町であることを教える。

#### かっちゃん
天神坂通りの中程にある食堂。
山下 （やました）
女将。須藤から食事代として田神札を押し付けられ難色を示す。
山下 貴之（やました たかゆき）
女将の息子。家業が倒産し町を離れた友だちのよっちゃんから預かった子犬のゴンをキャベツ畑の物置小屋で母に隠れて飼う。

### 関東共栄会
麻取にマークされている暴力団。
福村 彰（ふくむら あきら）
組のナンバー2。田神亜鉛からリチウムを取引するアトラス交易の筆頭株主で非常勤取締役。
成田 一己（なりた かずみ）
福村の右腕。辛島を尾行する。

### アトラス交易
貿易商。
坂本 雅彦（さかもと まさひこ）
創業者。故人。26年前、共同経営者の株が福村に渡り会社の乗っ取りに遭い、別会社を設立した矢先、交通事故で急逝する。

### 麻紀の家族
黒沢 恭子（くろさわ きょうこ）
麻紀の母。家業に関わらず夫の金策にも助力しないことを麻紀に疎ましく思われ、親子関係を悪化させる。
黒沢 義信（くろさわ よしのぶ）
麻紀の父。経営する黒沢金属工業で資金繰りに窮し1度目の不渡りを出し、金策に走る。

### 黒沢金属工業
大越（おおごし）
経理部長。50半ばほど。肉体労働者のような武骨な体躯に優しそうな目をした男。

### 東京シティ銀行
梶本（かじもと）
融資課 課長代理。黒沢金属工業の担当。入金される50億円を白水証券本店に振り込むよう新社長の西岡から電信振込を依頼される。

### 共成高校
辛島が勤務する私立高校。進学校。
平田 清二（ひらた せいじ）
2年3組担任。
南田 政人（みなみだ まさと）
年輩の音楽教師。麻紀を捜索する間、辛島の野球部顧問の役目を引き受ける。

### その他
加代（かよ）
辛島の元妻。外資系企業への転職をしくじり辛島が失業すると離婚を切り出し、娘の沙也加をともない不倫相手だった恋人との新生活を選ぶ。
沙也加（さやか）
辛島の娘。小学2年生。3か月前、辛島は加代から面会を拒まれる。
有坂（ありさか）
田神町で両替屋と呼ばれる男。先代社長時代の牧村商会が運転資金に窮した際に土地を担保に金を融通し、牧村が無下にできない相手であったが、田神札を現金に両替するよう柳井秋江を脅しノイローゼに追い込んだことから牧村に責められる。
内藤（ないとう）
赤坂警察署の刑事。麻紀の父が青山の路肩に駐車した車内で睡眠薬を過剰摂取し、ぐったりしているところを警邏中の警官に発見されたと辛島に説明する。

## 書籍情報
- 『M1』（単行本）：2000年3月21日発売[1]、講談社、ISBN 978-4-06-209685-0}
- 『架空通貨』（文庫本）：2003年3月14日発売、講談社文庫[2]、ISBN 978-4-06-273679-4}